# Ерсенево
Ерсенево (Еренево) — деревня в составе Великогубского сельского поселения Медвежьегорского района Республики Карелия, комплексный памятник истории.

## Общие сведения
Расположена на Заонежском полуострове в северной части Онежского озера. Деревня находится между Оятевщиной и Боярщиной, на берегу озера.

## Население
| 2002 | 2010 | 2013 |
| ---- | ---- | ---- |
| 5    | ↗10  | ↘5   |